# Ronde van Italië voor vrouwen 2004
De Ronde van Italië voor vrouwen 2004 (Italiaans: Giro Donne 2004) werd verreden van vrijdag 2 tot en met zondag 11 juli in Italië. Het was de 15e editie van de rittenkoers. De ronde telde tien etappes, inclusief de tijdritproloog op de eerste dag.
De ronde werd gewonnen door de Britse Nicole Cooke, die op 21-jarige leeftijd haar eerste en enige overwinning van de Giro Donne behaalde en daarnaast ook het jongerenklassement won. Het podium werd gecompleteerd door de Italiaanse Fabiana Luperini en de Zwitserse Priska Doppmann. De Nederlandse Mirjam Melchers viel net buiten het podium met een 4e plaats in het eindklassement.

## Deelnemende ploegen
In totaal deden er 17 ploegen mee aan de Giro Donne 2006, waarvan 15 UCI-vrouwenploegen en 2 landenteams. In totaal kwamen er 134 rensters aan de start.
| UCI Woman                      | UCI Woman                      | Nationale teams |
| ------------------------------ | ------------------------------ | --------------- |
| Michela Fanini-Record-Rox      | P.M.B.-Fenixs                  | Australië (AUS) |
| Mamma Fanini-Team Syst. Data   | Team Farm Frites-Hartol        | Spanje (ESP)    |
| Acqua & Sapone-Valenti Argenti | Team S.A.T.S.                  |                 |
| Lietzsport / Basis-Aude        | Nobili Rubinetterie-Guerciotti |                 |
| Bizkaia-Panda Software-Durango | Team Let's Go Finland          |                 |
| Team Bianchi-Aliverti-La Rocca | Chirio-Forno d'Asolo           |                 |
| Lazio Ciclismo Team Ladispoli  | Safi-Pasta Zara-Manhattan      |                 |
| Bike New Zealand               |                                |                 |

## Etappe-overzicht
| Etappe | Datum   | Start – Finish                           | Afstand          | Winnaar               | klassementsleider |
| ------ | ------- | ---------------------------------------- | ---------------- | --------------------- | ----------------- |
| Prol.  | 2 juli  | Pordenone - Pordenone (ITT)              | 2,8 km           | Diana Žiliūtė         | Diana Žiliūtė     |
| 1e     | 3 juli  | Pordenone - Montereale Valcellina        | 106,0 km         | Oenone Wood           | Diana Žiliūtė     |
| 2e     | 4 juli  | Montereale Valcellina - Monfalcone       | 120,0 km         | Edita Pučinskaitė     | Diana Žiliūtė     |
| 3e     | 5 juli  | Cornuda - Crocetta del Montello          | 133,0 km         | Regina Schleicher     | Diana Žiliūtė     |
| 4e     | 6 juli  | Bareggio - Bareggio                      | 118,4 km         | Annette Beutler       | Diana Žiliūtė     |
| 5e     | 7 juli  | Briga - Leukerbad (TTT)                  | 45,4 km          | Team Let's Go Finland | Priska Doppmann   |
| 6e     | 8 juli  | Sovico - Lazzate                         | 101,8 km         | Diana Žiliūtė         | Diana Žiliūtė     |
| 7e     | 9 juli  | Pozzo d’Adda - Oggiono                   | 90,0 km          | Olga Sljoesarjova     | Diana Žiliūtė     |
| 8e     | 10 juli | Oggiono - Magreglio Madonna del Ghisallo | 91,3 km          | Nicole Cooke          | Nicole Cooke      |
| 9e     | 11 juli | Lesmo - Milaan                           | 70,9 km          | Angela Brodtka-Hennig | Nicole Cooke      |
|        |         |                                          | Totaal: 879,6 km |                       |                   |

## Eindklassementen

### Bergklassement
| Plaats      | Naam                  | Ploeg                     | Punten |
| ----------- | --------------------- | ------------------------- | ------ |
| Groene trui | Svetlana Boubnenkova  | P.M.B.-Fenixs             | 61     |
| 2           | Jolanta Polikevičiūtė | Chirio-Forno d'Asolo      | 36     |
| 3           | Nicole Cooke          | Safi-Pasta Zara-Manhattan | 30     |

### Jongerenklassement
| Plaats     | Naam                   | Ploeg                     | Punten     |
| ---------- | ---------------------- | ------------------------- | ---------- |
| Witte trui | Nicole Cooke           | Safi-Pasta Zara-Manhattan | 21u33' 11" |
| 2          | Modesta Vžesniauskaitė | Safi-Pasta Zara-Manhattan | +02' 20"   |
| 3          | Barbara Lancioni       | P.M.B.-Fenixs             | +04' 53"   |

### Ploegenklassement
| Plaats | Ploeg                     | Tijd      |
| ------ | ------------------------- | --------- |
|        | Safi-Pasta Zara-Manhattan | 62u59'22" |
| 2      | Team Let's Go Finland     | +01' 30"  |
| 3      | Team Farm Frites-Hartol   | +04' 37"  |